# Léon Spilliaert
Léon Spilliaert (Oostende, 1882 - Bruselas, 1946) fue un pintor simbolista belga, dibujante, ilustrador y litógrafo belga.
Frecuentó el entorno de los escritores simbolistas belgas, de los que Maurice Maeterlinck y Émile Verhaeren eran los miembros más conocidos. Sus influencias van de Edvard Munch a Fernand Khnopff, pasando por Nietzsche y Lautréamont, mientras que sus cuadros y los temas que representan pueden compararse a los de Edward Hopper, contemporáneo de Spilliaert. También estuvo cerca de James Ensor, otro pintor belga. Realizó numerosos autorretratos y fue un prolífico ilustrador de obras literarias contemporáneas e históricas. Su estilo se caracteriza por el tenebrismo y la simplicidad de las formas, y la expresión amarga y misteriosa de sus personajes y paisajes.

## Vida
Sus padres, Leonardus Hubertus Spilliaert y Leona Jonckheere, eran naturales de Ostende y se casaron allí en 1880. Su padre, hombre de gusto y cultura, era peluquero y perfumista en Ostende. Léon era el mayor de siete hermanos, dos de los cuales murieron en la infancia.

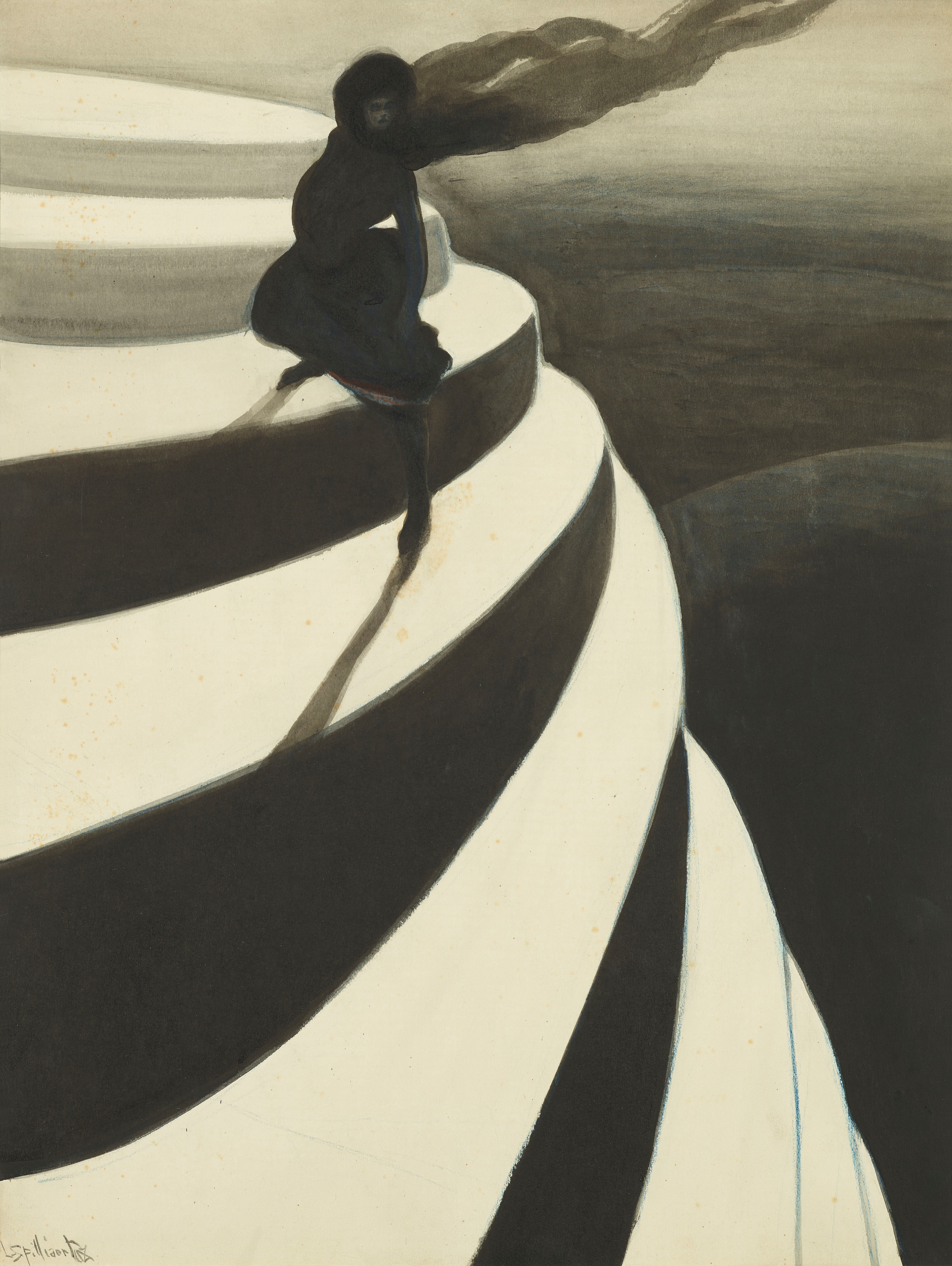
Vértigo

Desde la infancia mostró especial interés por el dibujo y las bellas artes. En 1899, a los 18 años, ingresa en la Academia de Arte de Brujas como alumno de Pieter Raoux. Entre sus compañeros se encontraban Léon Slabbinck y Cornelis Leegenhoek. Sin embargo, pronto se siente decepcionado y abandona la academia en enero de 1900. Por este motivo, Spilliaert es considerado más bien un autodidacta.
En 1903-1904, trabaja para el conocido editor bruselense Edmond Deman. Edmond Deman introdujo a Léon Spilliaert en la escena artística de Bruselas. También fue allí donde descubrió la obra de antiguos maestros y jóvenes pintores a través de reproducciones y obras de arte expuestas. Spilliaert permaneció con Deman hasta enero de 1904. A finales de enero de 1904, Spilliaert se marcha a París para probar suerte con un editor o impresor de libros de arte. Deman le entregó una carta dirigida al escritor Emile Verhaeren pidiéndole que ofreciera a Spilliaert toda la ayuda que necesitara. En febrero de 1904 Spilliaert conoció en París a Verhaeren, que vivía en Saint-Cloud. Rápidamente surgió una gran amistad entre los dos hombres. Verhaeren compra algunas de sus obras y le presentó a sus amigos y marchantes de arte. Uno de ellos era Clovis Sagot, que por aquel entonces exponía obras de Pablo Picasso. 

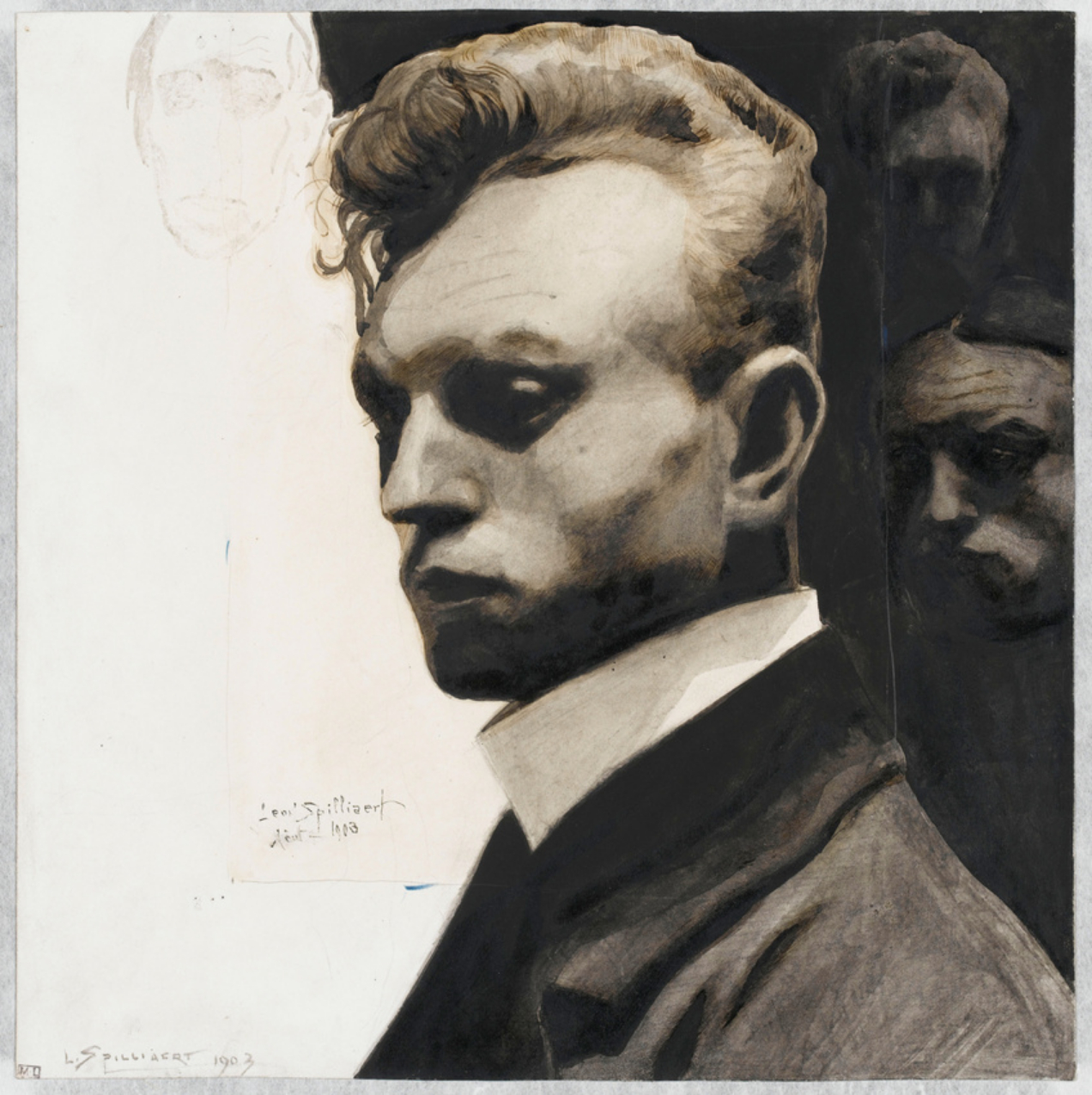
Autorretrato con máscaras

Entre 1907 y 1913, Léon Spilliaert expone su obra aquí y allá: Salon de Printemps de Jean De Mot, Salon des Indépendants de Bruxelles, el salon de Doe stil voort y en la expo Les Bleus de la G.G.G en Bruselas.
En 1916 se casa con Rachel Vergison. Se instalan en Bruselas, donde también nace su hija. Después de la Primera Guerra Mundial, colabora con el grupo Sélection, que expone su obra durante muchos años. En 1922, tiene lugar la primera exposición enteramente dedicada a sus cuadros en la galería bruselense Centaure. De 1925 a 1931, su obra cuelga en el Kursaal de Ostende. En 1937, se une a los Compagnons de l'Art.
Léon Spilliaert muere en noviembre de 1946.

## Obra

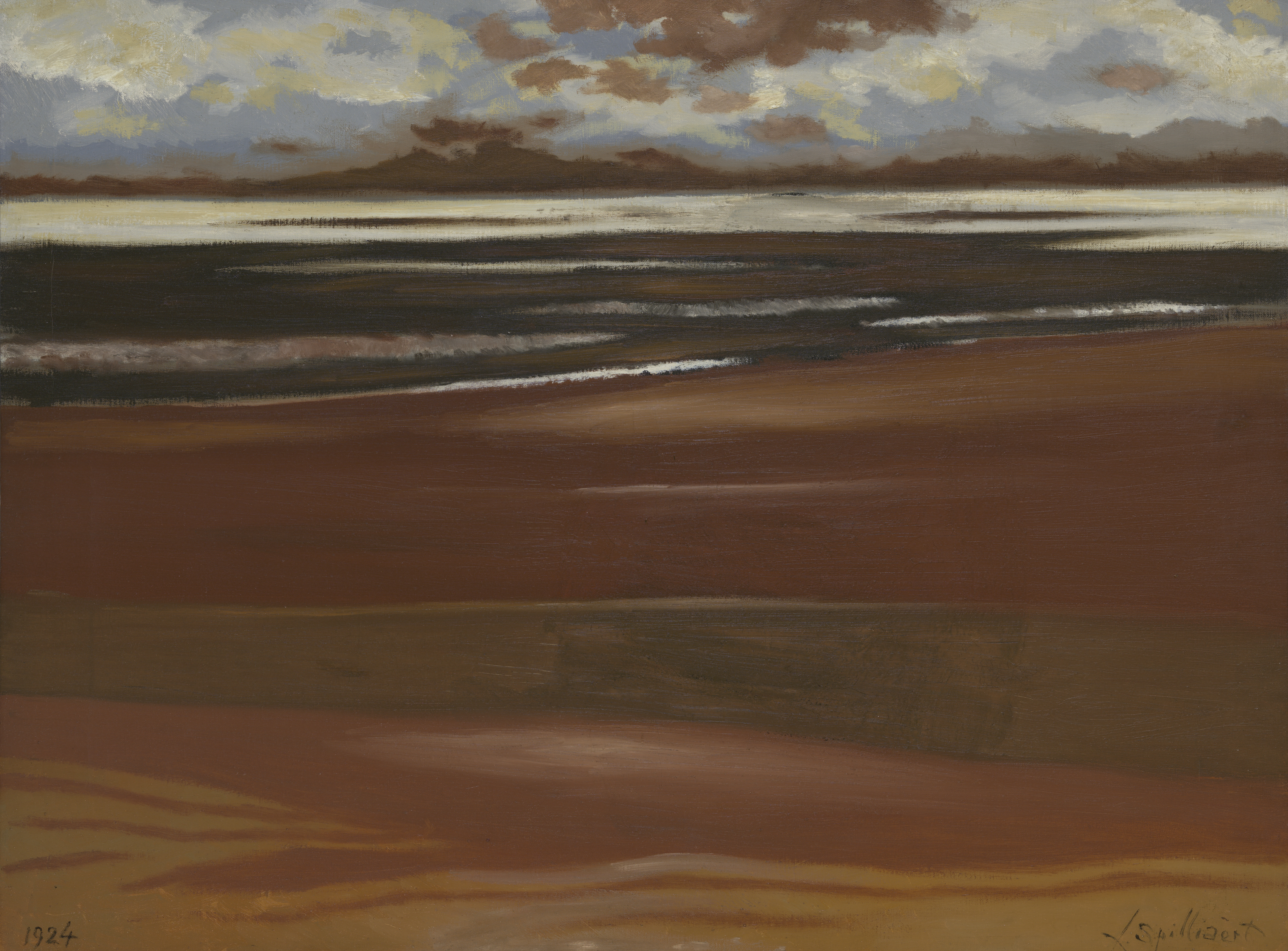
Marina

Su obra se realizó casi exclusivamente sobre papel. En una mezcla de técnicas gráficas como la tinta china, el lápiz, la tiza negra, el pastel, los lápices de colores, así como la acuarela y el gouache, el artista forjó vínculos con el simbolismo y el expresionismo de su época. Su obra se inspira en cuestiones metafísicas y en la cultura flamenca. Rechazó los movimientos artísticos clásicos contemporáneos que buscaban una representación idealizada de las imágenes. Prefiere un trabajo espontáneo, basado en su idiosincrasia y su carácter introvertido y melancólico. 

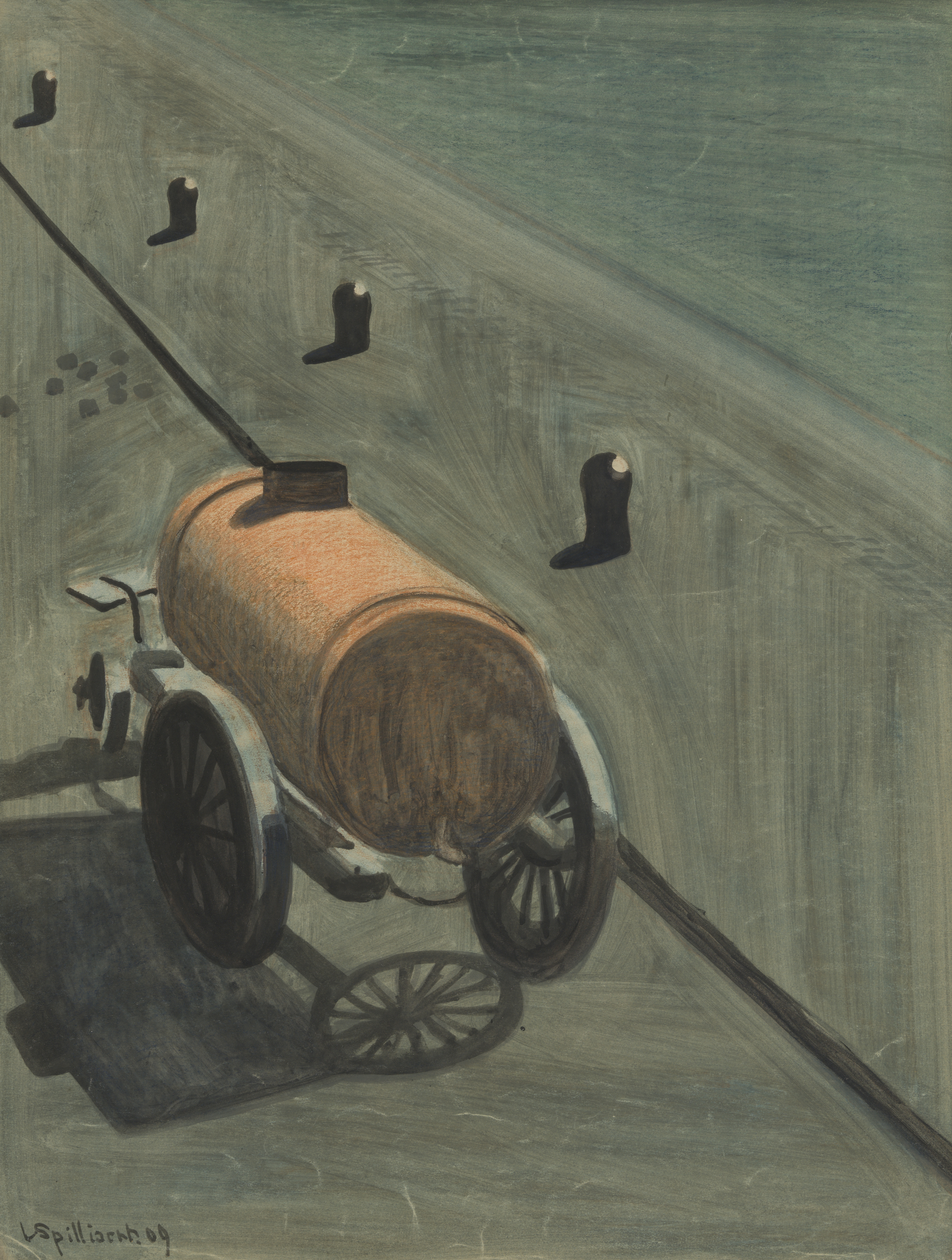
El carro de agua

En sus primeros años llevó a cabo una intensa introspección a través de sus lavados oscuros que dieron lugar a sus famosos autorretratos. Gran lector de Nietzsche, Spilliaert pintó numerosos retratos del filósofo. En sus paisajes más radicales, muy simplificados, anuncia la abstracción geométrica y el minimalismo.  

## Obras más conocidas
- Paseo marítimo de noche. Reflejos de luz, 1908
- Vértigo, 1908
- Claro de luna y luces, 1909
- Postes, 1910
- La travesía, 1913
- Los Dominos, 1913